# 德米特里·巴蘭京
德米特里·巴蘭京（1995年4月4日—），生于阿拉木图，哈薩克游泳運動員。他目前保持100米和200米蛙泳哈薩克紀錄，並在2014年亞運會獲得3面金牌。其中包括在200米蛙泳以2分7秒67夺得金牌，打破了北岛康介的亚运会纪录。。另外他还获得过2015年夏季世界大学生运动会游泳比赛100米蛙泳和50米蛙泳铜牌。